# Lanhouarneau
Lanhouarneau (tiếng Breton: Lanhouarne) là một xã của tỉnh Finistère, thuộc vùng Bretagne, miền tây bắc Pháp.

## Dân số
Người dân ở Lanhouarneau được gọi là Lanhouarnéens.